# 甄子丹
甄子丹（英語：Donnie Yen Chi-Tan，1963年7月27日—），香港男演員、動作導演和武術指導，第十四届中国人民政治协商会议全国委员会委员。
1990年代，於香港影視雙向發展，電影上的代表作都是飾演反派，一是《新龍門客棧》中的曹公公，二是《黃飛鴻之二：男兒當自強》中的納蘭元述。讓他真正聲名大噪的是九零年代中期的電視劇《精武門》。
1996年，成立自己的電影公司「子彈創作 Bullet Films」，自導自演電影《戰狼傳說》與《殺殺人跳跳舞》，雖然未在票房上成功，受亞洲金融風暴影響，最終公司破產，卻得到國內外最佳導演獎提名的肯定。1998年轉往好萊塢發展，主要擔任動作指導。2002年經李連杰推薦，參演張藝謀導演的《英雄》，再次回到大眾眼前，之後持續活躍於幕前與幕後。
從2003年的《千機變》開始，屢次獲得動作設計類獎項。2008年主演電影《葉問》，飾演詠春一代宗師葉問大紅。2017年於電影《追龍》飾演傳奇角色「跛豪」，第一次與劉德華合作，並列監製。2013年與寰亞集團合作成立「超級英雄電影公司」，2018年又成立電影公司「超級子彈影業」，首部作品以「教育」為主題，挑戰青春校園片領域，與星王朝影視聯合製作《大師兄》。該片獲邀為第22屆加拿大蒙特利爾奇幻電影節閉幕片，同時入選重要賽項「CHEVAL NOIR COMPETITON」競賽作品。

## 生平

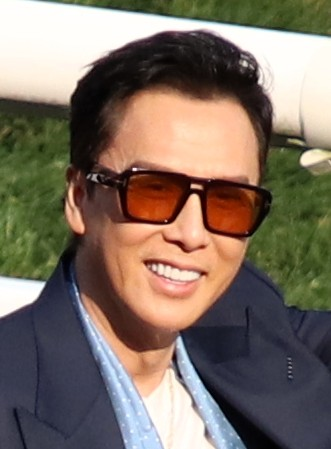
2025年3月23日，甄子丹以「寶馬香港打吡大使」身分於沙田馬場出席香港打吡大賽2025賽馬日

### 出生背景
1963年甄子丹生於廣東廣州，兩歲時和家人移居香港，小學就讀中華基督教會基法小學（月華街）至三年級，12歲時移居美國波士頓，在當地完成小學階段後入讀Newton North High School，曾入籍美国，现已退出。母親麥寶嬋原是一名女高音，生下甄子丹後身體不佳，開始習拳，後成為知名武術家和太極高手，於波士頓創辦中國武術研究所。從甄子丹會走路時開始，麥寶嬋就讓他學北少林拳及太極拳，為他打好優良的傳統武術根基。他習武的另一個原因出於喜歡李小龍。該段時期曾在美國作公開武術表演，於紐約麥迪遜花園廣場舉行的「全美武術混合比賽」得到拳術及兵器組冠軍。1982年更被一本美國功夫雜誌選為「全美最佳武術者」。
父親甄雲龍是台山人，國際性中文報紙《星島日報》的編輯，能演奏小提琴以及二胡。甄子丹也是古典鋼琴高手，最愛蕭邦，音樂成為他生命中的另一靈感來源。
在母親的武術氛圍中成長，對於武術知識的渴求，甄子丹幾乎看過能看到的每一部功夫片，且能在走出電影院時，完美複製片中的所有動作。同時逐步學習多種風格的武術，包含多種搏擊術。十幾歲青春期的甄子丹個性反叛，在波士頓屢起爭端，令父母非常擔心，因此於1981年將他送去著名的北京市什刹海体育运动学校武術隊，接受將近兩年的訓練（與另一功夫巨星李連杰爲當時的同班同學），成為第一位非中國大陸籍的海外學生。甄子丹有一個小他11歲的妹妹甄子菁，是一名演員，曾在周杰倫的音樂錄影帶《雙刀》出鏡。

### 入行經過
結束兩年北京武術隊的訓練，甄子丹在回美國時，途經香港，被電影導演袁和平的妹妹，同時也是甄子丹母親麥寶嬋的學生，介紹給正在尋找功夫新星的袁和平。袁和平很賞識甄子丹的身體素質和身手，先讓他在《奇門遁甲2》擔任自己的兄弟及演員高雄的替身，隔年，又讓19歲的甄子丹領銜主演電影《笑太極》，開啟這對師徒長達三十多年的合作。

### 影視雙棲
拍完兩部片，甄子丹回到波士頓母親的武館幫忙兩三年，八零年代末又回到香港，至九零年代前期，影視雙向發展，但並未立即獲得成功。在TVB演員訓練班時，每月薪資僅港幣3,600元，連坐車都不夠。1992年導演徐克找他拍《黃飛鴻二：男兒當自強》，他揹背包在現場，穿好戲服、化好妝，一等就是24小時，只能隨便在一旁的紙板上補眠，直到被工作人員叫醒，才知道自己的戲份今天不拍了，而且這種事還經常發生。雖然該片裡的精彩演出，讓他得到香港電影金像獎最佳男配角的提名，但之後數年，發展仍是不溫不火。
在香港電視圈，主要演警察角色，但最受矚目的作品應屬1994年亞洲電視的《洪熙官》及1995年的《精武門》。前者飾演知名清代武術宗師洪熙官，甄子丹雖未學過洪拳，但以其對武術的認識揣摩，表現可圈可點。
後者改編自李小龍演出的同名電影，描寫作家倪匡編寫的虛構人物．霍元甲弟子陳真的抗日故事。是甄子丹自己拿企劃到電視台毛遂自薦的作品（於自傳『問・丹心』提及）。劇中特地重拍許多李小龍電影中的經典場景，比如陳真拿「東亞病夫」匾額到日本道場踢館，以向李小龍致敬。
該劇播出後紅遍亞洲，許多路人在街上都直呼甄子丹為陳真，可見其深入人心的程度。也因該劇大獲成功，甄子丹決定離開待了多年的袁家班，自己成立電影公司「子彈創作 Bullet Films」。

### 低潮期
甄子丹於1996年成立公司後，自導自演電影《戰狼傳說》，成本不超過50萬美元，但上映後頗受好評，日本著名作曲家西村由紀江便是看過該片後，自願替1998年甄子丹第二次自導自演的電影《殺殺人、跳跳舞》擔任配樂。
然而此片於拍攝途中適逢亞洲金融風暴，資金中斷，電影一度難產，最後勉強拼湊成一部片上映，票房失利的同時，也令他的公司破產，令甄子丹陷入前所未有的低潮，銀行帳戶只餘港幣100元。其後為了還債，甄子丹接拍數部品質不佳的作品，也曾受邀前往好萊塢、日本及德國擔任動作指導，偶爾在電影中客串。2002年在李連杰推薦下，參演張藝謀導演的《英雄》，讓他再次受到矚目。

### 起飛與輝煌
2005年，原本敲定於徐克電影《七劍》飾演韓裔劍客楚昭南的李秉憲臨時退出，一時找不到其他韓國演員替代，經施南生介紹，黃百鳴找到甄子丹。該片要在天山拍戲三個月，又冷又遠，大多演員一沒自己戲份就搭機離開，只有甄子丹從頭待到尾，任勞任怨，因此若徐克要拍戲時有演員不及飛回，就將戲改給甄子丹。電影拍完後，黃百鳴立刻簽下甄子丹三年，簽定一年拍一部動作片。
頭兩年拍了《龍虎門》與《導火線》，第三年原本要拍《衛斯理傳》，後來黃百鳴決定改拍《葉問》。甄子丹因不諳詠春拳，最初並沒信心駕馭好葉問一角，外界亦不看好，主動找上甄子丹的黃百鳴，也被同行嘲笑：「為什麼簽他啊？要紅早就紅了。」為了貼近角色，甄子丹減重10公斤，又花九個月練習詠春拳，高強度的工作導致電影還沒拍到一半，就舊疾復發，右手完全不能舉起，片場需有醫療按摩師24小時待命。
這樣的付出並沒白費，葉問讓44歲的甄子丹迎來演藝事業的高峰，正式上映後票房一路飆升，登上該年中國年度票房榜第12名，之後的《葉問2》、《葉問3》票房也接連破億，《葉問4》的中國票房則突破10億，使該系列成了甄子丹的生涯代表作，不僅紅遍亞洲，在歐美亦帶起詠春熱潮，飾演《綠巨人》的路・法瑞諾便曾表示自己最喜歡第三部；拳王泰森亦是該系列影迷。

### 國際巨星之路
早在8、90年代，甄子丹尚未大紅時，已在歐洲與日本的動作迷之間小有名氣，在日本被譽為「最後的本格派」、「李小龍再現」，第一本個人專書亦是由日本出版。2012年，紐約亞洲電影節上映由甄子丹演出的《殺破狼》、《關雲長》、《少年黃飛鴻之鐵馬騮》和《武俠》，場場爆滿，甄子丹亦獲得亞洲之星獎的肯定。
2016年，成為第一個演出《星際大戰》系列的亞裔演員，演出電影《俠盜一號：星球大戰外傳》。電影中飾演盲俠武僧奇魯·英韋（Chirrut Îmwe），戲份雖少卻極具存在感，被評為星戰系列新角色中最富創意的一位，5月底舉辦的倫敦漫展MCM London Comic Con因此邀請甄子丹作為特邀嘉賓出席，是華人演員首次獲邀參加國際漫展。迪士尼於6月舉辦的官方投票中，奇魯亦榮登《俠盜一號：星球大戰外傳》最受歡迎角色。11月10日，在洛杉磯好萊塢星光大道TCL中國戲院前留下手印足跡，為繼李小龍與成龍之後第三位獲邀的華人明星，迄今全球只有不到200位明星獲此殊榮。
2017年3月，演出另一好萊塢大片《限制級戰警：重返極限》，被外媒讚譽創造出野蠻又美麗的戰鬥風格，有影評甚至讚其表現超越了主角馮·迪索（Vin Diesel）：「Donnie Yen steals the show every chance he gets」。6月，獲美國電影藝術與科學學院邀請成為會員，擁有奧斯卡投票權。甄子丹該年的年收入達9000萬元美金，並登上富比世中國名人榜第59位。拍《葉問4：完結篇》不計分紅，片酬便超過港幣1億元（他在片中兼任監製）；黃百鳴表示甄子丹的身價並非自己訂定，而是市場給的，並大讚找他拍《葉問》「超值！」
此外，甄子丹於2018年推出個人眼鏡品牌「DonniEYE」，與法國訂製品牌On Aura Tout Vu兩位設計師Livia Stoianova 與 Yassen Samouilov共同設計太陽眼鏡系列；最初在線上銷售，2019年起在精品眼鏡店Visual Culture上架，並進駐香港連卡佛。
2023年，甄子丹签约国际经纪公司APA。

### 幕後成就
擔任武術指導/動作導演的作品：《洗黑錢》、《詠春》、《精武門》、《魔鬼的女兒》、《殺殺人、跳跳舞》、《星月童話》、《超時空聖戰》、《修羅雪姬》、《刀鋒戰士2》、《代號美洲獅》、《千機變》、《殺破狼》、《龍虎門》、《導火線》、《風暴剋星》、《十月圍城》、《武俠》、《精武風雲·陳真》、《關雲長》、《冰封：重生之門》、《特殊身份》、《西遊記之大鬧天宮》、《一個人的武林》等。
1992年的《黃飛鴻之二：男兒當自強》中以「布棍」打鬥的經典橋段，出自甄子丹的點子。自此，他對幕後的參與越來越多。1994年於亞視電視劇《洪熙官》 擔任武術顧問，隔年的《精武門》更升為總武術指導。1999年，赴柏林擔任德國電視劇《代號美洲獅》的動作導演，之後又受邀前往德國、美國、日本等地做武術指導和動作導演。
2016年演出《俠盜一號：星球大戰外傳》的奇魯一角時，「眼盲」及「戴有色隱形眼鏡」的設定，為甄子丹提出的建議，效果亦驚人地好。2017年與劉德華、王晶並列監製的警匪動作片《追龍》，甄子丹除了演戲，也負責隨時找編劇們討論修改劇本、設計動作場面、作後續剪接、為電影配樂選曲等，為了營造復古情調，特地洽談Earth, Wind & Fire的70年代音樂版權，是華語片裡首次出現Motown、Soul Train等黑人音樂。最終這部預算10億台幣的電影，賣出26億票房，且獲得第37屆香港電影金像獎六項提名。
以動作導演的身份來看，甄子丹最顯著的成就是首度將大量MMA元素（綜合格鬥，一種允許運用多種不同格鬥術的搏擊運動）融入電影。從2003年的《千機變》開始，一直到《殺破狼》、《導火線》和2013年的《特殊身份》，他引進以往在電影中少見的摔技、地板技和半套招（演員只先溝通大致的套招方向）等，讓大銀幕上的功夫接近拳拳到肉的實戰，不僅讓他因此多次獲得香港電影金像獎及台灣金馬獎的肯定，也影響好萊塢開始拍攝以MMA為主題的電影，例如2006年的《Undisputed II: Last Man Standing》。甚至在英雄電影如《美國隊長2：酷寒戰士》與《蟻人》中也能看到相關元素。主演《Undisputed II: Last Man Standing》和《Undisputed III: Redemption》的Scott Adkins也曾經提到，甄子丹的《導火線》為MMA電影樹立了新的標竿。

### 受傷經歷
- 到台灣拍片時，為被欺負的妹妹出頭，怒打片場「太保」，導致尾指骨折。[14]
- 拍TVB劇集《刑警本色》時，墜樓至車頂，傷到腳腕。[14]
- 拍《新龍門客棧》時，演被埋在黃沙裡，要以刀和內力震開沙子飛出來的戲時，因負責道具的工作人員準備不足，被反彈的劍打中眼睛，險些失明。[15]
- 拍《黃飛鴻之男兒當自強》的竹棍大戰時，被李連杰的替身熊欣欣一棍打中眉角，血流如注。[15]
- 拍《英雄》與李連杰對打時，被劃傷眼部，縫了好幾針。
- 拍《導火線》時，盆骨與龍尾骨接連挫傷至變形，醫生說若是再惡化下去，可能會影響呼吸。
- 右手因練功、拍片長期出拳，引致嚴重勞損，骨頭增生形成骨刺，拍《導火線》及《葉問》時先後復發。[14]
- 拍《葉問》與樊少皇在棉花廠的對打戲，被樊少皇的刀柄誤傷眼睛，縫了六針。過程中傷及舊傷，右手呈舉不起來的狀態，連雞毛禫子都舉不動。醫生警告必須接受手術，但甄子丹並未聽從。[16]
- 腰骨多次跌傷、扭傷，拍《十月圍城》最後一場戲時，因操勞過度導致腰傷復發，坐骨神經內的骨頭移位、萎縮，痛到行動不便。[14]
- 拍《錦衣衛》時被武師不慎壓中左膝，韌帶撕裂。[17]
- 拍《精武風雲》時，某場戲連拍十遍，最後一遍保護措施沒做好，不慎摔傷尾椎骨。
- 拍《葉問3》的貼身肉博戲時，被張晉的詠春八斬刀劈中鼻樑流血，但他反而擔心有傷口不能連戲，還安慰內疚的張晉。事後受訪，開玩笑說：「應該可以罰他『每天跟老婆親嘴』之類的。』張晉不禁笑回：「那是丹哥跟他老婆天天做的事情。」[18]
- 拍《葉問3》拿雙棍與40個武師對打的戲，混亂中被斧頭柄迎面擊中，左眼皮瘀青。[19]
- 拍《追龍》時要跛腳走路，腳趾舊疾復發，拍完即開刀動手術，撐拐杖4個月[20]。
- 《葉問4：完結篇》在香港舉辦的首映會上，甄子丹表示自己拍打戲多年，已經五勞七傷，勞損程度隨年齡增長而惡化，腰傷發作會立刻痛到倒地，要定期做物理治療。[21]

## 爭議言論事件
2023年，甄子丹接受英國《GQ Hype》周刊專訪，提及2019年香港反修例風波，說按照他親身經歷，「那不是抗議，是暴動」，又表示「我不想政治化，很多人可能不喜歡我說的話，但我是根據我自己的經歷說的」。他並指西方媒體對中國報道偏頗，只關注負面消息，不提中國的現代化與生活便利。「BBC、CNN，他們從來不報道這些。他們從來不報道真實的一面。」
曾參與相關示威的湯偉雄等批評甄子丹支持中國共產黨打壓侵害人權，否定香港人民爭取自由與民主的權利，並於約3月5日在change.org發起全球聯署要求奧斯卡獎取消邀他參加第95屆奧斯卡金像獎頒獎典禮的決定，以免玷污電影業的形象。連署者在一周迅速達到約十一萬账号。多家中英文媒體也報導此事。
即便如此在之後的3月12日，甄子丹仍按計劃以頒獎嘉賓身份出席第95屆奧斯卡金像獎頒獎典禮，並負責介紹獲最佳原創歌曲提名的《奇異女俠玩救宇宙》（Everything Everywhere All at Once）歌曲《This is a Life》。

## 演藝争议事件

### 《特殊身份》事件
該片劇組於2012年2月29日晚間透過官方微博發佈聲明，稱與原訂演出該片前身『終極解碼』反派大哥的趙文卓創作理念不合，取消雙方合作。趙文卓於3月1日凌晨透過微博稱自己受到劇組不公正對待，並於3月15日接受媒體採訪，稱甄子丹是「戲霸」，未經他同意而擅自刪減其戲份，致其從主角降為配角，導致最終離開劇組。
中國青年導演耿衛國（另名檀冰）也於2012年4月5日召開新聞發佈會，稱甄子丹在電影拍攝期間以「罷演」為要脅，進行所謂的「戲霸」行為，具體包括「踢走成龍、韓庚等主創」、「踢走導演兼項目創始人檀冰」、「甄子丹司機殺死趙文卓司機」、「無端增加片酬」、「無端增加劇組編制」等，並在上節目時聲稱已透過北京仲裁委員會聯合致函甄子丹。
不少演藝圈人士如舒淇、黎明、惠英紅在微博發表支持甄子丹的言論，有人因而發動俗稱水軍的網絡打手以謾罵方式在包括甄子丹在內的各藝人微博留言，當中舒淇更被翻出多年前的裸照羞辱，致使舒淇刪除所有相關微博內容，並宣佈退出微博。甄子丹代言的產品亦在線下超市屢遭破壞，他也為此關閉個人微博留言功能多年，至近年才又開放。
對此，甄子丹回應其實最早是他邀請趙文卓參與，而在趙文卓因提出換總統套房和增加片酬等要求令投資方想換人時，他曾向投資方請求保留趙文卓，也曾四次挽留趙文卓，但趙文卓不願妥協。而對於導演耿衛國的說明會，甄子丹方的發言人趙小姐則表示，檀冰當初是以「成龍會加盟」為由邀請甄子丹入組，後來成龍沒有時間參與，甄子丹也打算退出，檀冰才改請甄子丹擔任監製。隨後，投資方另找人重新編寫劇本，並對因不許別人改動劇本而退出的檀冰，給予全額的前期投資補償。
2013年6月，甄子丹狀告耿衛國，訴其名譽侵權並索賠500萬元。2015年11月17日，北京海淀法院公佈判決結果，認為耿衛國在發表詆毀甄子丹名譽的相關言論時，並無實質證據，流於主觀認定，判其公開賠禮道歉，並賠償甄子丹精神損害金五萬元。但耿衛國未執行該判決結果，因此法院於2017年10月1日在人民法院報上刊登公告，再次強調2012年『特殊身份』事件中，耿衛國惡意侵犯甄子丹名譽之事實成立。
然而，自此事件後，網路上就充斥各種對甄子丹的抹黑與不實新聞，包括就讀北京體校期間飛揚跋扈被李連杰教訓打哭、欺負吳京、拋妻棄子、與李連杰、吳京、洪金寶、葉偉信、陳木勝不合等，至今仍對他個人名譽造成傷害。
值得一提的是，這部片的主題曲《我沒你想的那麼堅強》，歌詞宛如甄子丹的寫照：
「這世界攤開一張繁密的網，有多少流言蜚語把我捆綁，反正穿不破冷圍牆，索性關起窗遮擋陽光。我沒你想的那麼堅強，總有些重量無法抵擋，我會在深夜默默脫下西裝，數著鏡子裡遍體鱗傷。我沒你想的那麼堅強，有時也想找地方躲藏，不讓人看見淚水紅了眼眶，把墨鏡戴上假裝無恙。我沒你想的那麼堅強，有時我也對自己說謊，多想不在乎那些惡言相向，我問心無愧又能怎樣。我沒你想的那麼堅強，有時也想找地方躲藏，懷疑的目光像刀穿透心臟，只能一個人默默擔當。」
作曲兼演唱的歌手楊坤在電影新聞發佈會上曾表示，這首歌與其說是為《特殊身份》而寫，不如說是寫給甄子丹的，「這部電影從籌備到拍攝結束，所有的細節我都很清楚，所以找我來寫這首歌的時候，我就想讓大家看到甄子丹真實的內心。之前甄子丹給大家的印象一直是堅強、永不言棄的，但是再堅強的人背後也有脆弱的一面，再強大的人也有承受不住的時候，很多苦痛沒法拿出來說。」令甄子丹也不禁淚灑會場。

### 葉準
甄子丹拍攝電影《葉問》時曾和葉準徒弟冼國林學過詠春，算來是師公的葉準，表示對甄子丹不滿，說「至少有幾百萬詠春拳弟子支持電影《葉問》，但甄子丹後來竟說，他打什麼拳就紅什麼，打洪拳也會紅，打詠春或詠夏、詠冬拳也一樣紅，這樣很不尊師重道。」
不過，《葉問》的導演葉偉信在之後也有為爭議作出解釋「他（甄子丹）樹大招風罷了。他說自己打什麼功夫都行？他只是說自己打什麼都好看，開玩笑被人當真......他最大的問題是太直率了。」葉偉信又力證葉準師傅對甄子丹沒半點不滿：「他（葉準）打電話給我說他沒接受任何訪問，還說這部戲令更多人了解詠春有位宗師是好事，又怎會批評甄子丹呢？」

## 外界評價

### 合作者
- 《修羅雪姬》：

導演佐藤信介：甄子丹和他的國際團隊非常令我驚訝，他的動作非常快，我的意思不是他親自做示範的時候，那當然更快，我的意思是比如他站在鏡頭旁叫住演員，然後走過去指點的過程，很快。他知道自己要什麼，所有的手勢都非常堅定。
- 《特殊身份》：

攝影鮑德熹：如果用四個字形容甄功夫，我想應該是「血汗」和「激情」。子丹動作的速度非常快，經常讓我們的攝影機都難以捕捉，他在這部影片中奉獻了里程碑式的演出。
共演者張涵予：子丹在片場對各個環節要求都非常嚴格，作為影片的監製，對每一個細節精益求精，這是他對作品負責任的表現。
共演者景甜：在片場子丹大哥特別冷靜，這種冷靜在旁人看來可能是一種嚴厲，而在我理解裡這種冷靜是為了更好地處理片場的各個環節。
- 洪金寶(曾合作《殺破狼》、《葉問》1、2；《錦衣衛》等)

甄子丹恐怕是現代動作演員裡最優秀的人才了。有趣的是，每個時代都會有其動作英雄出現，現在正是甄子丹的時代，我想他是最佳英雄(2017年)。

## 甄家班

### 成立背景
甄子丹曾說：「許多人看不起武行，但在我心裡，武行是整個電影行業裏最可敬的人，我有今天的成績，是因為身邊還有一幫和我出生入死的兄弟，我不是一個人在戰鬥。」
1996年前後，甄子丹開始擁有自己的武術團隊，但直到2003年擔任《千機變》的動作設計，才正式產生班底意識。到2005年的《殺破狼》，甄家班真正成形，老成員嚴華透露：「從《殺破狼》開始，丹哥建立了自己的體系，戲也一部接一部。一方面覺得現在的動作電影依靠個人能力十分有限，團隊工作更好，另一方面覺得培養了一些人，中間有人離開了，一個頂級的團隊需要固定班底，於是留下的人無形中形成了甄家班。」
由於甄子丹自身受東西方文化薰陶，也曾在歐美擔任武術指導，因此他的班底不似傳統武行班底都是香港人，而來自世界各地，使甄家班的武術風格更完整也更國際化。他選擇成員的標準是有才華、能力、身手，但更重視工作態度，懶惰或不愛電影都不行。最高峰時成員達二十餘人。
甄家班不似傳統武行有許多規矩，在甄子丹不拍戲時可自由在外接案。老成員喻亢表示，甄子丹成立甄家班並非為了打造專為個人服務的班底，而是希望跟他打拚多年的兄弟在外接戲更方便；說自己是甄家班出來的，能更快得到業界認可。2013年甄子丹成立“SUPER HERO”電影公司，也簽下喻亢等一些甄家班的成員。

### 相處模式

#### 戲裡
為了控制場面、維持秩序，甄子丹在片場十分嚴厲，做不好會不留情面地駡，為求完美也會不斷NG。陳可辛曾評價道：「我是一個完美主義者，但甄子丹比我更要求完美。一般他拍武戲要四五十條，但我常常覺得第三條就夠了。」喻亢亦表示：「他是最嚴厲、最追求完美的大哥，也是讓我在工作現場壓力最大的人。」
但甄子丹不會一味追求難度，而會以武師的安全為優先，在安全措施上絕不吝嗇。曾用透明膠帶黏在武行的眼鏡鏡片內側，以防演戲時踢中頭部被鏡片割傷；也會在拍攝滾下樓梯的戲時，在每層樓梯鋪上泡棉。喻亢表示：「他很注重我們的安全，遇到危險戲，他總是再三問我們行不行，如果真的有問題，他可以換甚至不拍。拍《導火線》時，我不慎受傷流了很多血，當時丹哥當着大家的面大駡我『你為什麼要受傷，我不需要你受傷』，你們可能會覺得他這樣的反應很奇怪，但當時我一聽，感動得什麼話都說不出了。從此以後，他也更加重了安全措施。」
嚴華認為甄子丹對他影響最大的是對電影的執著。「有時我覺得差不多了，但他說不行，要我們記住，一個鏡頭差一點不計較，那麼十個鏡頭就是差十點，這樣就不是最好的。我們要確保每個鏡頭都是最棒的。丹哥的腰不好，但他只要還爬得起來都自己做，我們還有什麼理由不去更新、進步？」

#### 戲外
甄子丹對兄弟的原則是誠懇與坦誠，不吝分享所知所學，他自言喜歡研究理論，入行時愛問為什麼，找不到答案就自己研究，稍微形成自己的一套系統後，便毫無保留地分享，拍戲前都會找武師與攝影師來開會，向他們講解鏡頭運用、需要配合的力度節奏等，使其團隊能保持高度的專業水準。
拍攝《殺破狼》時，甄子丹提出把MMA技巧融入電影打鬥中，由於MMA、摔跤、柔道是過去甄家班較弱的一環，眾人就從頭學起，收集資料、請專家教導、看相關影片吸收靈感。甄家班沒有固定的威亞師、特技師，人人都要懂一點，設計好一個新動作時大家都要練，誰技術好誰上。甄家班資深成員嚴華吐露：「有時還要幫不太會打的演員特訓，像《龍虎門》時的謝霆鋒，他很喜歡打，想法也很多，有時練不到我們就盡量設計一些看起來完美、超水平發揮的動作，或是在鏡頭運用上輔助達到效果。」
甄子丹也會為旗下工作的武師向電影公司爭取最高的福利和薪水，為此得罪過不少人。拍《關雲長》時現場便當不夠，甄子丹立刻找製片，要求確保靠體能工作的武行不餓肚子，並且買冰箱、裝滿足夠的冰鎮飲料；有些特別辛苦的武行，他會私下塞小紅包；離鄉背景到外地工作的，過年過節會約吃飯、開派對；遇到有願望和潛力做幕前的成員，也會極力推薦給導演。喻亢透露，甄子丹戲外非常心軟，可以毫無顧忌地開玩笑，是有情有義的大哥。因此甄子丹成立公司要簽下他，他不看合約內容就簽了字。
嚴華也說：「在片場，他會給我們買點心、買水，天熱了有涼茶，收工還會拿自己的車接送我們。私下他沒有拿自己當老闆。丹哥拍戲很少回家，有時間和家人團聚，也會拉上我們。有一年丹哥一家去新加坡（嚴華當時定居新加坡），那時我不在，他們就打電話給我太太，和她一起聯絡感情。不開工都會經常打電話聯繫，我們已經像是一家人。」

### 團隊實績
2005年拍攝電影《殺破狼》時，由於資金緊張，甄子丹與吳京的對打戲險些被刪，他向製片爭取到一個晚上，找了無需成本的小巷，在甄家班成員協助下，真的僅花一晚就拍完這場之後名留影史的經典橋段。
2010年拍攝電影《十月圍城》時，監製陳可辛對甄子丹和康李的打戲效果不滿意，要在電影已殺青兩個月的情況下進行補拍，但由於經費問題，最多只能拍一星期。當時拍攝現場的臨時演員有一千多人，全靠甄家班合力控場，令扛下指導這段動作戲重任的甄子丹，最後只用五天就完成補拍，成片效果亦令人驚豔。

### 核心成員

#### 麥克・伍滋（Micheal Woods）
與甄子丹合作作品(含甄家班時期)：《特警屠龍》（1988）、《皇家師姐IV直擊証人》（1989）、《洗黑錢》（1990）、《怒火威龍》（1992）、《獵豹行動》（1992）、《殺殺人跳跳舞》（1997）、《刀鋒戰士2》（2002）
是甄子丹母親麥寶嬋在美國收的學生。1988年還是袁家班成員的甄子丹，拍《特警屠龍》時，因劇情需要兩位能打的外國人，而向導演袁和平推薦這位黑人好友，使他正式進入演藝圈，成為甄子丹早期御用反派之一。
至1996年前後，甄子丹脫離袁家班成為獨立武術指導，麥克繼續跟隨，為甄家班奠定雛形的早期成員之一。這時期開始將重心轉至幕後，罕在幕前出鏡。2000年後淡出演藝圈，只在甄子丹到好萊塢發展時，以武行身份協助他擔任動作指導的《刀鋒戰士2》。
2003年，與甄子丹的妹妹甄子菁、約翰・薩爾維蒂（John Salvitti）一起為周杰倫新歌MV『雙刀』擔任武指。

#### 約翰・薩爾維蒂（John Paul Salvitti）
與甄子丹合作作品(含甄家班時期)：《皇家師姐IV直擊証人》（1989）、《洗黑錢》（1990）、《怒火威龍》（1992）、《獵豹行動》（1992）、《刀鋒戰士2》（2002）、《千機變》（2003）、《風暴剋星》（2006）、《導火線》（2007）、《特殊身份》（2013）、《冰封：重生之門》（2014）、《一個人的武林》（2014）
美國麻州出身，比甄子丹小兩歲，十歲時曾學習空手道和巴西柔術，後又拜甄子丹的母親麥寶嬋為師學太極，因此結識甄子丹。起初無意進電影圈，後來因甄子丹在八零年代末由功夫片轉型拍攝時裝動作片，請薩爾維蒂幫忙，1989年他便到香港拍攝了第一部動作片《皇家師姐IV直擊証人》，與甄子丹、袁家班一起構思動作，並在片中扮演了一個殺手角色。
其後經常出現在甄子丹的早期電影，為甄子丹御用反派之一，曾評價甄子丹的出招力度：「被他踢一腳，就如被火車撞一下」。九零年代初曾受邀至好萊塢擔任兩集《霹靂爭霸戰》及1995年的《霹靂大對決》動作指導。2002年甄子丹赴好萊塢拍攝《刀鋒戰士2》，又找薩爾維蒂一起設計動作，從此正式成為甄家班固定成員，被甄子丹視為左右手。
薩爾維蒂是MMA（綜合格鬥）高手，長期鑽研地戰、柔術和綜合搏擊。在團隊裡主要負責MMA等現代搏擊技術的研究與編排。曾在電影《冰封：重生之門》客串香港飛虎隊隊員，並擔任周杰倫MV、電影《致命追擊》的武術指導。如今他還創辦了自己的運動器材公司，並獲聘至美國海軍陸戰隊擔任教官。雖然並非每部甄子丹的電影都參與，但仍是甄家班的一員，只要甄子丹有需要都會前去幫忙。

#### 谷垣健治
甄家班時期作品：《戰狼傳說》（1996）、《殺殺人、跳跳舞》（1997）、《新唐山大兄》（1998）、《星月童話》（1999）、《代號：美洲獅》（1999）、《修羅雪姬》（2001）、《刀鋒戰士2》（2002）、《鬼武者》（2003）、《千機變》（2003）、《殺破狼》（2005）、《風暴剋星》（2006）、《龍虎門》（2006）、《導火線》（2007）、《十月圍城》（2009）、《精武風雲·陳真》（2010）、《關雲長》（2011）、《武俠》（2011）、《特殊身份》（2013）、《西遊記之大鬧天宮》（2014）、《冰封：重生之門》（2014）、《一個人的武林》（2014）、《大師兄》（2018）、《肥龍過江》（2019）
甄家班資歷最老的成員，是目前香港武師工會裡唯一的日籍成員，能說一口流利粵語。從小因喜愛香港電影而對武術產生興趣，向倉田保昭習武，1993年隻身到香港成為武行，曾在李連杰主演的《精武英雄》扮演虹口道場學徒。與甄子丹相識於1995年風靡亞洲的亞視電視劇《精武門》，因體格身高與甄子丹相近而負責做他的替身。擔任該劇主演兼總武術指導的甄子丹事後回憶：
「拍《精武門》時剛好是香港動作電影的低潮，沒工開，《精武門》是一個相對來說預算比較大的電視劇，香港所有的武行都來開我的工，我雖然有幾個助手，但還是不夠人手，最後真的所有人都上了鏡，我不能重複用那些武行了，就看有沒有新面孔可以用，找這個日本人來做幾下，還不錯。從那一天開始，谷垣健治就一直跟著我了。我拍《殺殺人跳跳舞》正是最低潮的時候，當時我身體不好，又抽菸，又沒有錢把戲拍完，好不容易拍完，我就每天剪片，剪了三個月，因為沒有工資最後所有製片都走了，只有他一直在。半夜四點鐘，我一醒，他馬上沖咖啡給我，一直跟著我。」
谷垣在動作設計、電影製作等方面都師承甄子丹，曾於訪問自言「Donnie（甄子丹英文名）是我電影上最大的師父」，並打趣說「愛使喚人」的甄子丹從勘景到剪接都叫他做，《武俠》裡牛落下瀑布的重要場景亦交予他拍攝。這種魔鬼鍛鍊對他往後擔任動作導演幫助極大。
之後甄子丹見谷垣已學得差不多，加上香港電影業正進入大低潮期，覺得他一個日本人留在香港發展有限，鼓勵他回國，2011年谷垣果真憑真人電影《浪客劍心》成功打出個人招牌，成為日本首屈一指的動作導演與監製。2015年甄子丹與妻子汪詩詩合拍的Sinomax廣告，亦是由谷垣操刀掌鏡。
除了在幕後擔任武指，谷垣也不時客串演出，早期多扮演挨打的小嘍囉，後期戲份逐漸增多，在《殺破狼》扮演王寶的小弟、在《導火線》客串Tony的小弟、在《武俠》跟喻亢扮演一對被通緝的搶匪。亦不時在外客串各種角色與擔任武指。回日本發展後，甄子丹若有需要仍常找他回來幫忙，《大師兄》便由他擔任動作導演、《肥龍過江》除了動作設計，亦兼任導演。
甄子丹曾在自己擔任動作設計的日本電影《修羅雪姬》DVD特典訪談中，感謝長年信任與支持自己的「谷垣健治桑」，並表示：「希望我的知識能由他來繼承。他將來一定能在日本當上首屈一指的動作導演，也能期待他活躍於世界舞台」。2014年9月19日於WOWOW台播出的紀錄片『改變日本動作片的男人 谷垣健治　～從香港拍攝現場到電影《神劍闖江湖》～』中也表示:「Kenji非常勤奮、拚了命地努力，我很開心他能如此活躍，他是我的驕傲。」

#### 下村勇二
甄家班時期作品：《修羅雪姬》（2001）、《鬼武者3》（2003）、《導火線》（2007）、《西遊記之大鬧天宮》（2014）。
1999年甄子丹於德國影集《代號：美洲獅》擔任動作導演時，負責武術指導的谷垣健治邀請包括下村在內的日本武指參與，下村因而結識甄子丹。他曾於訪問回憶甄子丹在片場雖然追求完美、要求嚴格，私下卻很會照顧人，「在片場曾有其他替身演員把自己的失誤轉嫁給我，我語言不通，就算不甘心也還不了口，但Donnie都有在看，跟我說『你當時是對的，錯的是他們』，真的把一切都看在眼裡。讓我湧現『想跟隨這個人』的想法。」並表示自己從甄子丹身上學到很多，「Donnie的視野，比我之前想的層次高太多了，讓我驚訝Donnie是看著這種次元的東西在拍攝呀！這段時間讓我實際感受到自己大幅成長，回過神來時，想法已變為『想從Donnie身上學習一切』了。」
「谷垣桑和我，都是看著Donnie的背影，在從事動作電影工作之際，產生自己如今的風格、動作片的拍法、對動作片的思維模式。因此如今我能立足於動作片界，都是拜Donnie Yen與谷垣健治桑的福，無論過去還是現在，我都由衷感謝。」
下村大都在甄家班之外獨立工作，曾擔任《鬼泣》系列與《戰國無雙》系列等著名遊戲的動作導演、於漫改電影《多羅羅》擔任動作導演程小東的助手。是《導火線》幕後製片人之一，之後回國發展，成為佐藤信介導演御用武術指導，出名作品有漫改電影《殺戮城市》前後篇、《圖書館戰爭》系列、《犬屋敷》、《死神》、《王者天下》等。但仍是甄家班的一員，2014年甄子丹擔任《西遊記之大鬧天宮》動作導演兼主演，忙不過來時，便曾找他幫忙武術指導。

#### 大內貴仁
甄家班時期作品：《導火線》（2007，任替身）、《十月圍城》（2009，任替身）、《武俠》（2011，任替身）、《特殊身份》（2013，任替身）、《大師兄》（2018，任武指）、《肥龍過江》（2019，任動作導演）。
曾於成龍與程小東的班底待過一段時間，經谷垣健治引薦，自《導火線》起成為甄家班的一員，2011年隨谷垣回日本，協助拍攝《浪客劍心》真人版，前後曾擔任《SP THE MOTION PICTURE》上下篇、《黑執事》、《HiGH&LOW 熱血街頭》系列、《亞人》等電影的動作導演，但至今仍不時以替身、武指或動作導演身份參與甄子丹的作品。

#### 嚴華
甄家班時期作品：《千機變》（2003）、《鬼武者3》（2003）、《見習黑玫瑰》（2004）、《殺破狼》（2005）、《龍虎門》（2006）、《導火線》（2007）、《十月圍城》（2009）、《關雲長》（2011）、《武俠》（2011）、《特殊身份》（2013）、《西遊記之大鬧天宮》（2014）、《冰封：重生之門》（2014）、《一個人的武林》（2014）、《追龍》（2017）、《冰封俠：時空行者》（2018）、《肥龍過江》（2019）。
甄家班元老級人物，主要負責和甄子丹一起會見製片、研究招式的可行性、帶領兄弟將甄子丹的概念細化，也負責管理兄弟的生活和練功。
1970年出生於河南平頂山，6歲起加入中國的國家武術隊，曾獲得中國太極拳與九節鞭冠軍，是甄家班裡兵器功夫最好的成員。自《千機變》開始跟隨甄子丹，並在《鬼武者3》裡負責遊戲角色的CG人物動作捕捉。甄子丹2016年於央視春節聯歡晚會表演的「天地人和」即為嚴華設計的動作，之後亦在甄子丹推薦下，加入電視廣告《大唐無雙》的拍攝團隊，設計出多套酷炫動作。
除了幕後工作，也不時在甄子丹的作品露臉，比如《見習黑玫瑰》裡挨打的龍套、《殺破狼》站在洪金寶身後的小弟、《龍虎門》裡火雲邪神手下棍妖、《武俠》裡的七十二地煞殺手、《特殊身份》裡的黑道小頭目「大聲發」、《西遊記之大鬧天宮》裡的多聞天王、《一個人的武林》裡的獄警、《冰封：重生之門》裡的飛虎隊成員、《肥龍過江》裡的銀行搶匪等。
但嚴華對演戲沒有熱情，寧可做幕後，每次演出都是臨時上陣。「丹哥覺得我對動作了解，做起來也方便，乾脆就叫我演。但片場裡我要和製作組、威亞組等多個部門溝通，還要換衣服參一腳當演員就太多事情處理了，我還是安於當武術指導。」
2014年於《一個人的武林》第一次與甄子丹並列動作指導，該片亦獲得第34屆香港電影金像獎最佳動作指導。其後的《冰封俠：時空行者》則是單獨掛名動作指導。2016年於張藝謀的《長城》擔任武術指導；2018年以《追龍》獲香港電影金像獎最佳動作指導提名；其後與谷垣健治一同擔任武術指導的《邪不壓正》亦獲得台灣金馬獎最佳動作設計。

#### 喻亢
甄家班時期作品：《千機變》（2003）、《龍虎門》（2006）、《導火線》（2007）、《武俠》（2011）、《特殊身份》（2013）、《冰封：重生之門》（2014）、《一個人的武林》（2014）、《葉問3》（2015）、《追龍》（2017）、《大師兄》（2018）、《冰封俠：時空行者》（2018）。
中國湖北武漢人，出身武術世家，19歲時因熱愛功夫片進入演藝圈，早期專做特技替身，從《千機變》起跟隨甄子丹。他自述：「《千機變》是和甄子丹第一次合作，當時他看我身手不錯，彼此留了電話，他提了一句『我下面還有一部戲要拍』，沒想到就這麼跟著他十幾年了。最早跟著他只是想說可以學一些東西，但是丹哥永遠在不停創新，下一次的動作、鏡頭永遠和上一次不一樣，留在他身邊，是因為可以不斷學習。」
「他對兄弟说的最多的就是，如果外面真的有機會，比待在這裏好，沒事，隨時可以走，有什麼要他幫忙儘管說。外面的確自由比較多，但我覺得跟著他，很痛快。」
「丹哥對自己要求完美也希望我們做到完美，壓力大動力也大，這也是我沒有離開他的理由之一，不停嘗試、動腦筋，學到的東西比較多，和外面的人比一定比一般人強。和他工作是痛並快樂著。」
於《龍虎門》第一次以演員身份出鏡，飾演火雲邪神，其後也在《導火線》飾演Tony的小弟、《武俠》飾演劫匪閻東生、《特殊身份》飾演成哥、《一個人的武林》飾演擒拿手王哲、《冰封：重生之門》與《冰封俠：時空行者》飾演錦衣衛聶虎、《葉問3》飾演武館拳師、《追龍》飾演啞七、《大師兄》飾演羅劍英。2014年簽約甄子丹旗下公司，成為正式演員。
2017年於《追龍》第一次掛名武術指導，獲得次年香港電影金像獎最佳動作指導提名。2018年自導自演小成本動作電影《一個人的江湖》。

## 個人生活

### 戀愛與家庭
1993年經朋友介紹，認識從事廣告業的梁靜慈，11月曾帶她出席電影《蘇乞兒》首映。12月共遊美國，甄子丹認為該給交往三個月的女友一個名分，便在當地註冊結婚。但1994年11月便因性格不合而分居並離婚，當時梁靜慈已懷孕，之後生下一子甄文焯，監護權判給母親，甄子丹只能透過律師與兒子預約見面。他按月付梁靜慈4萬港幣（約18.5萬新台币）生活費，過去二人在清水灣某花園的住處，租金亦全交給她，之後甄子丹又在香港九龍區以千萬港幣（約3700萬新台幣）買豪宅，以讓兒子認真念書好進名校。
1995年拍攝電視劇《精武門》與萬綺雯相識並交往，4年後因性格不合以及甄子丹赴美發展、遠距離疏於溝通而分手。外傳萬綺雯是甄子丹婚姻中的第三者，以及1995年底在亞視舉辦台慶之際，甄子丹曾當眾下跪向萬綺雯求愛，萬綺雯則流淚說今生非子丹不嫁，皆已被萬綺雯鄭重否認。
2003年5月與相距18歲的多倫多三料華裔小姐冠軍、加拿大鑽石大王之女汪詩詩在一場飯局上相識，四天後正式交往，兩週後求婚，三個月後結婚，育有一子一女。婚後所有收入全交給汪詩詩打理，甄子丹讚她善於理財、從不胡亂揮霍，他本人亦自稱「Family Man」，拍片收工後，只專心在旅館看劇本、和妻兒視訊或通電話，極少出外應酬吃飯，被中國傳媒笑指是「宅男」。曾於專訪中表示，為免給子女帶來不良影響和印象，於婚後接拍的電影均不會與女演員有親密戲份。女兒甄濟如（Jasmine）於2023年7月28日宣布加盟索尼音樂娛樂旗下RCA唱片（大中華地區），並以唱作歌手身分在全亞洲推出其首支個人單曲《idk》。
其妹乃武打演員甄子菁；甄本人為汪圓圓姊夫，富商蔡加讚為甄子丹連襟，甄子丹為知名禮品公司耀興CEO曾品洋表舅。

### 人際關係
- 波士頓時期的朋友

與年少時在波士頓母親武館裡認識的朋友一直維持著良好的交情。後來成為「甄家班」成員的麥克伍滋，90年代後期便已淡出演藝圈，但當甄子丹找他參演自編自導的《殺殺人跳跳舞》，他二話不說就飛到香港。於該片飾演反派的另一演員，也是自波士頓以來的朋友，在銅鑼灣開店，拍該片時甄子丹向他借了店面、房間、賓士車拍攝。:113-114
- 葉偉信

香港導演葉偉信與甄子丹自2005年的《殺破狼》開始合作。葉偉信鍾愛的「黑暗宿命論」與甄子丹喜好的爆裂寫實動作場面完美融合，之後又合作《龍虎門》、《導火線》、《葉問》系列等，不僅夯實了甄子丹動作巨星的地位，也讓葉偉信成了炙手可熱的商業片大導演，走上事業高峰。
- 李連杰

甄子丹與李連杰惺惺相惜，在訪談中被問到最好的對手是誰時，都說了對方的名字。雖然首次於《黃飛鴻二：男兒當自強》合作時，二人年輕不服輸，對戲時下意識較勁，比誰夠快、誰能接招，但2002年第二次合作《英雄》時，雙方已趨中年，「沒有要證明什麼，都是為了片子好。」
值得一提的是，原本《英雄》的長空是由另一個演員飾演，但李連杰問導演張藝謀能否找回甄子丹，說和甄子丹對打，能把一般武打演員辦不到的二三十個複雜動作一氣呵成，「我真的很高興能跟甄子丹合作。」甄子丹也說：「和李連杰對打，最舒服、愉快。」
- 司徒錦源

曾合作《殺破狼》、《導火線》、《特殊身份》、《西遊記之大鬧天宮》的已故著名編劇司徒錦源，亦是甄子丹的多年好友。甄子丹曾於《特殊身份》的新聞發表會提及，該片遇到困難時，儘管司徒錦源已罹患癌症，仍主動提出幫忙寫劇本；去世前幾個月，甄子丹每次去醫院探望，司徒錦源不聊病情，都關心電影的進度如何，讓他覺得活著的人應該要珍惜生命，活得更堅強。
- 其他

圈內好友有因戲認識的張國榮、呂良偉、王寶強、陳冠希、謝霆鋒、張晉等。香港前財政司司長曾俊華亦為其好友（曾俊華年少時曾經常和甄子丹一起在美國表演功夫）。
2013年9月，周杰倫的魔天倫演唱會香港站第七場，邀請甄子丹擔任神秘嘉賓，於《雙節棍》一曲表演雙節棍，並於《龍捲風》鋼琴伴奏與獻聲合唱。

### 性格愛好
- 崇拜李小龍

自11歲起就受李小龍莫大鼓舞，常看李小龍的電影，上學時總是模仿李小龍穿經典黃色衫、用掃把自製雙截棍、戴黑色墨鏡，夢想做李小龍第二。他也十分認同李小龍的功夫哲學，自述從李小龍身上最受啟發的是「相信自己」、「重要的是不斷保持自信」，只要超越民族、膚色，持續追夢，就一定能成功。此外，由於甄子丹在日本有「李小龍再現」之稱，2018年他受邀赴日參加李小龍電影節活動時，表示自己不能與李小龍相比，認為李小龍已經是一代傳奇人物。2000年時曾與李小龍千金李香凝一起拍攝雜誌。
- 喜愛時尚

由於在國外長大，思想與武術風格都較開放，自言性格其實比較適合拍時裝片。「只是大家覺得我是葉問，那麼我就演大家想看到的樣子。但其實我喜歡彈鋼琴，喜歡跟我的小孩在一起，也喜歡開玩笑，喜歡生活，我喜歡好多很酷的東西。」
甄子丹喜歡時尚、愛看《GQ》、對打扮自己極有興趣，也自己設計太陽眼鏡。「大家對武打演員有刻板印象，覺得你怎麼會懂時尚？但我一直很喜歡，可惜我很多同行不怎麼熱衷。但你看李小龍，他是很時尚、很有型的。他的徒弟Steve McQueen、James Cobum也一樣，只是李小龍的功夫形象太強，所以大家忽略了他同時是一個時尚Icon。」
- 喜愛電影

對競技類的武術較無興趣，無論看比賽還是自己打。比起被問「在練哪種武術」、「從何時開始訓練的」，更喜歡別人問電影相關的事。比如「你拍的電影是這種感覺，是受誰的影響？」，或者「你對黑色電影有興趣嗎？」
喜歡法國片，熱愛藝術化、耽美精緻的影像，這也反映在他所拍的電影《戰狼傳說》與《殺殺人跳跳舞》上。不怎麼看動作片。要是看了，就會想：「換作我的話明明會這樣拍、明明會那樣拍的」，然後就煩躁起來:110。

### 軼聞

#### 90年代
- 谷垣健治的婚禮

90年代後期，多年好友與工作夥伴谷垣健治要結婚時，因為是日本婚宴，賓客的人數跟儀式的流程都會事先訂好，因此谷垣告訴甄子丹：「這裡不是香港，不能臨時跑來哦」，但甄子丹還是堅持前往，結果變成緊急安排了日本簽名會跟訪談:110。
- 被星探搭訕

有一次甄子丹走在尖沙嘴，曾被人搭話，問他要不要當模特兒，理由居然是：「你長得很像Donnie Yen」:110。
- 網路筆戰

甄子丹非常喜歡電腦，也會上網。有一次在美國的武術網站上，看到一篇文章寫甄子丹對某部電影鐵定是有如此想法才如此拍的。甄子丹忍不住以本名回文反駁說那不對，你講的是錯的，對方怒道：「頂著Donnie Yen的名字毀謗我們的傢伙是誰？」「不，我就是Donnie Yen。」「你這騙子！」就這樣無止盡地回來回去。最後甄子丹說「那我證明給你看我是本尊」，寄了可以證明真身的東西過去，才讓對方相信他就是本人:112-113。

### 其他
- 酒量極差

2017年與好友劉嘉玲聚餐喝酒，喝到抱著酒瓶說要帶回家插花，被記者問到時說自己酒量是出名地差，跟太太汪詩詩交往時吃燭光晚餐，喝不到半杯就倒在桌上不省人事，令汪詩詩也傻眼：「從沒見過這麼不能喝的男人」。現在因為多了應酬、要陪朋友，酒量有所改進，但仍是不太能喝。
- 不善理財

甄子丹會忘記自己借了錢、或借過錢給別人，他對這種地方毫不在乎，讓周圍的人相當擔心:113。

## 語錄

### 武術相關
- 美國《功夫情深》雜誌專訪（節錄）：

1. 不管你是何種風格，請使你的基礎盡善盡美。只有這樣，你才能有機會更快地成為一名武術先鋒。不論是武術還是拳擊，只有不斷的基礎訓練才是達到優秀的秘訣。
2. 培養你的身體競技素質。這也許是現代大多數武術先鋒存在的問題，不管何種風格的武術，良好的身體素質是支撐你完成長期艱苦訓練的重要因素。
3. 在你的動作中強調「發勁」，頂尖的拳擊手和東方的武術家一樣採用發勁。可以由傳統的中國武術開始學習這種重要的能量運用方式。
4. 努力向多樣性發展，要適應不同的規則，要花數年的時間來形成你介於其他與你不同的武術風格的一種中性風格。
5. 兼習實戰和富有觀賞性的動作。與大多數人的觀點相反，一名嚴肅的武術家在看起來動作奇異的同時也能達到優秀的戰鬥能力。切記，一名出色的拳擊手動作看起來可以和武術家媲美。

### 電影相關
- 我們不是拍電影的武術家，我們是懂武術的電影人。
- 動作場面並不只是打來打去就完了，你要讓人看清楚每個人的性格、癖好，要能表現出他們的精神和靈魂來。人物打來打去的動力是什麼？他們在開打之前、開打之後在想什麼？這非常重要。[39]
- 你知道，我懂音樂。我設計動作戲的過程跟譜曲很像，都要有個開場、展開、高潮和結束，要有起伏，有節奏。節奏非常重要，激烈的打鬥之後要有一段蓄積力量的時間。[39]
- 我做過演員，也做過導演。我比較喜歡做導演，可以指揮每個部門，做自己想做的事。不過做演員有機會和更多的導演和動作指導合作，是豐富自己的好機會。另外就是想趁自己年輕，多演一些精彩的動作場面，等年紀大了再退到幕後不遲。[39]
- 我非常享受拍戲得到的一些回報，當然不可能每個演員都把每部戲拍成經典，最好的演員都會失手，因為電影成功與否，不僅是一個人的東西，還有整體，再加上運氣。但是我每部電影都很認真去拍，希望做到最好。[12]
- 明明自己有意見卻不說，那我覺得很對不起自己，也很對不起這部電影。[59]
- 我想我會一直拍下去，除非有一天早上我醒來覺得心中的那團火沒有了，我就不做演員了。(2008年)[60]

### 時尚相關
- 衣著的配襯會視乎場合、天氣和心情，配襯得好可以凸顯個人品味。眼鏡與服裝兩者配襯要取得平衡，才不會搶對方焦點。

### 家庭相關
- 我一直覺得身為藝人，很難像一個普通人去盡一些應該做的責任，首先你的時間不可能正常，偶爾還去外地拍戲，與家人相處機會未必很多。但孩子每天都在成長，有時候會讓你覺得追不上，所以如何與他們的成長同步，並理解他們，我想是一輩子的學問。[12]
- 我們這些電影人，花了大部分的時間在作品上，整天都在外頭，很容易忽略身邊的家人，但每次我很疲憊的回到家時，她(妻子汪詩詩)都會給我很大的支持，這麼多年來一直都是。她每天都讓我很感動，她能留在我身邊，每一分每一秒都讓我很感動。[37]
- 既然我跟我太太結婚，她一定是我最愛的人。男人如果已有老婆在家，心裡還要想著外面其他女人，那當初為什麼要結婚？我是找到了最愛才結婚，結婚時已經認定這個太太。[61]
- 有人會羡慕左擁右抱、享愛齊人之福的男人，但在我看來，這種生活是很痛苦的，因為有很多秘密要隱瞞住，這樣做人，我覺沒意義，這是我的理念。大概是我的人生比較簡單，所以我喜歡簡單的生活，簡簡單單的愛情。覺得現在最幸福。[61]

### 人生哲學
- 人生最振奮的歷險就是在生活中追求自己的夢想。
- 我覺得你愛一樣東西，不可能只是一部分的投入，而是要全情投入。[12]
- 我沒有認為自己是真漢子，只希望做一個負責任的男人，做一個好人。[37]
- 打了二十幾年，我早就明白，其實一個人最強大的不是武功，而是思想。雖然我經常受傷，這次剛受的傷，令我的大腿坐到現在都是麻的，即使身體有痛苦，但是我的思想是堅韌的。我每天早上起來都會充滿了力量，我也不知道這力量是從哪裡來的，可能我覺得自己年紀大了，隨時都可能會打不動（2011年宣傳《錦衣衛》受訪）。[62]
- 一個男人成熟都是一個過程。1995年我自己去拍戲，沒有錢去借高利貸，那時的感受肯定很不好受。但幸好當時有那麼好的經歷，如果沒有那個時候，可能我現在也不會是這樣子。年輕時的生活不能說是痛苦，特別現在回頭想，一點痛苦的回憶都回想不起來。[61]
- 我覺得人在這個社會，尤其是在當今的年代，科技這麼發達的社會，你確實需要不斷的競爭才有進步，競爭是避免不了的事情，但我堅持一個原則，那就是要對自己真誠，對別人也真誠，我不喜歡虛偽。[61]

## 音樂作品
| 年份   | 歌曲     | 電視劇     | 性質                         |
| 1994年 | 理想     | 《洪熙官》 | 主題曲                       |
| 1995年 | 精武英雄 | 《精武門》 | 主題曲                       |
| 2021年 | 心比火熱 | -          | 香港消防處國際形象大使主題曲 |

## 廣告
| 年份     | 商品                                                  | 企業                             | 備註 |
| 2005年   | 歐喜門（OHSMEN）服裝                                  | 歐喜門(國際)服装集團公司         | |
| 2005年   | 雷洛運動鞋                                            | 泉州新豪鞋業有限公司             | |
| 2005年   | 劍俠情緣網路版2                                       | 金山軟件股份有限公司             | |
| 2006年   | DUSEN渡森牛仔褲                                       | 渡森服飾有限公司                 | 代言至2012年                                                                                             |
| 2007年   | 超威電池                                              | 浙江超威动力能源有限公司         | |
| 2007年   | 中國功夫之星全球電視大賽                              | 深圳衛視與少林文化               | 任形象代言人兼主評審                                                                                     |
| 2008年   | 香港朝日啤酒                                          | 朝日啤酒                         | |
| 2008年   | 藍古威服裝（牛仔褲）                                  | 廣州市騏歆商貿有限公司           | |
| 2008年   | 紫鑫補腎安神口服液                                    | 吉林紫鑫藥業股份有限公司         | |
| 2009年   | 中國紅十字基金會                                      |                                  | 公益廣告                                                                                                 |
| 2010年   | 霸王涼茶                                              | 霸王（中國）飲料有限公司         | 代言至2012年                                                                                             |
| 2010年   | 健將男士內褲                                          | 廣東金龍健將製衣有限公司         | |
| 2010年   | 兔巴哥愛元氣膳食粥                                    | 山東兔巴哥集團有限公司           | |
| 2010年   | P&G 海倫仙度絲                                        | Procter & Gamble                 | 與妻子汪詩詩共同代言至2012年                                                                             |
| 2010年   | 《大唐無雙》公牛電器                                  | 網易公司                         | 代言至2012年                                                                                             |
| 2010年   | Jacob & Co勞力士（ROLEX）迪通拿宇宙全自動機械手錶     | Jacob & Co                       | |
| 2011年   | 中國國家形象片-人物篇                                 |                                  | 公益廣告                                                                                                 |
| 2011年   | 複方阿膠漿                                            | 山東東阿阿膠健康連鎖管理有限公司 | |
| 2011年   | 芬必得                                                | 中美天津史克製藥有限公司         | 和甄家班一起                                                                                             |
| 2011年   | 公牛插座                                              | 公牛集團                         | |
| 2012年   | 夏普冰箱、空氣清淨機、AQUOS等                         | 中國夏普                         | 代言至2015年                                                                                             |
| 2012年   | 惠氏倍力加40＋營養粉                                  | Wyeth                            | |
| 2012年   | 愛動（家庭體感遊戲品牌）                              | idong 愛動                       | 代言至2014年                                                                                             |
| 2012年   | 白酒                                                  | 吉林省東北坊酒業有限公司         | |
| 2012年   | 立馬電動車                                            | 立馬車業集團有限公司             | 代言至2016年                                                                                             |
| 2013年起 | 香港賽馬四歲馬經典賽事系列                            | 香港賽馬會 寶馬汽車              | 出任「寶馬香港打吡大使」                                                                                 |
| 2015年   | 賽諾（SINOMAX）家居床墊                               | Sinomax Life香港                 | 是甄子丹公司自製的廣告，由甄家班成員谷垣健治擔任導演，該廣告扮成胖子，讓甄子丹興起拍《肥龍過江》的念頭） |
| 2016年   | 聖淘沙名勝世界官方宣傳片《幸福有您，精彩由您》        | 聖淘沙名勝世界                   | 與妻子汪詩詩出任2016形象大使                                                                             |
| 2017年   | 決戰武林（線上遊戲）                                  | 西遊網                           | |
| 2017年   | 大自然在說話系列《珊瑚礁》篇                          | 保護國際基金會                   | 公益廣告                                                                                                 |
| 2018年   | For a life full of life (繪出卓越人生)                | HSBC Hong Kong (滙豐卓越理財)    | |
| 2018年   | COD Macau（澳門度假酒店）                             | City of Dreams (新濠天地)        | |
| 2019年   | 貪玩藍月手遊                                          | 貪玩遊戲                         | |
| 2019年   | 壹加壹品全屋訂製傢俱                                  | EJE (Hong Kong) Holdings Ltd.    | |
| 2019年   | 廚壹堂集成灶                                          | 浙江廚壹堂廚房電器股份有限公司   | |
| 2019年   | CLOT x Nike「ROYALE UNIVERSITY BLUE SILK」Air Force 1 | NIKE × CLOT                      | |
| 2019年   | Enough Plastic                                        | EcoDrive HK                      | |
| 2022年   | 非觸式e-道                                            | 入境事務處                       | |

## 獲獎及提名

### 香港電影金像獎
| 年份   | 頒獎典禮             | 獎項         | 影片                     | 結果 |
| ------ | -------------------- | ------------ | ------------------------ | ---- |
| 1993年 | 第12屆香港電影金像獎 | 最佳男配角   | 《黃飛鴻之二男兒當自強》 | 提名 |
| 2004年 | 第23屆香港電影金像獎 | 最佳動作設計 | 《千機變》               | 獲獎 |
| 2006年 | 第25屆香港電影金像獎 | 最佳動作設計 | 《殺破狼》               | 獲獎 |
| 2007年 | 第26屆香港電影金像獎 | 最佳動作設計 | 《龍虎門》               | 提名 |
| 2008年 | 第27屆香港電影金像獎 | 最佳動作設計 | 《導火線》               | 獲獎 |
| 2009年 | 第28屆香港電影金像獎 | 最佳男主角   | 《葉問》                 | 提名 |
| 2011年 | 第30屆香港電影金像獎 | 最佳動作設計 | 《精武風雲·陳真》        | 提名 |
| 2012年 | 第31屆香港電影金像獎 | 最佳動作設計 | 《武俠》                 | 提名 |
| 2014年 | 第33屆香港電影金像獎 | 最佳動作設計 | 《特殊身份》             | 提名 |
| 2015年 | 第34屆香港電影金像獎 | 最佳動作設計 | 《一個人的武林》         | 獲獎 |
| 2022年 | 第40屆香港電影金像獎 | 最佳動作設計 | 《怒火》                 | 獲獎 |
| 2022年 | 第40屆香港電影金像獎 | 最佳電影     | 《怒火》                 | 獲獎 |

### 台灣金馬獎
| 年份   | 頒獎典禮     | 獎項         | 影片             | 結果 |
| ------ | ------------ | ------------ | ---------------- | ---- |
| 2003年 | 第40屆金馬獎 | 最佳動作設計 | 《千機變》       | 獲獎 |
| 2006年 | 第43屆金馬獎 | 最佳動作設計 | 《龍虎門》       | 提名 |
| 2007年 | 第44屆金馬獎 | 最佳動作設計 | 《導火線》       | 獲獎 |
| 2011年 | 第48屆金馬獎 | 最佳動作設計 | 《武俠》         | 獲獎 |
| 2014年 | 第51屆金馬獎 | 最佳動作設計 | 《一個人的武林》 | 提名 |

### 大眾電影百花獎
| 年份   | 頒獎典禮             | 獎項       | 影片                 | 結果 |
| ------ | -------------------- | ---------- | -------------------- | ---- |
| 2010年 | 第30屆大眾電影百花獎 | 最佳男主角 | 《十月圍城》《葉問》 | 提名 |

### 亞洲電影大獎
| 年份   | 頒獎典禮           | 獎項         | 影片      | 結果 |
| ------ | ------------------ | ------------ | --------- | ---- |
| 2014年 | 第8屆亞洲電影大獎  | 亞洲優秀演員 |           | 獲獎 |
| 2016年 | 第10屆亞洲電影大獎 | 最佳男演員   | 《葉問3》 | 提名 |

### 香港電影評論學會
| 年份   | 頒獎典禮              | 獎項     | 影片             | 結果 |
| ------ | --------------------- | -------- | ---------------- | ---- |
| 1998年 | 第5屆香港電影評論學會 | 最佳導演 | 《殺殺人跳跳舞》 | 提名 |

### 中國華表獎
| 年份   | 頒獎典禮             | 獎項               | 影片     | 結果 |
| ------ | -------------------- | ------------------ | -------- | ---- |
| 2009年 | 第13屆中國電影華表獎 | 優秀境外華裔男演員 | 《葉問》 | 獲獎 |

### 北京大學生電影節
| 年份   | 頒獎典禮               | 獎項       | 影片     | 結果 |
| ------ | ---------------------- | ---------- | -------- | ---- |
| 2009年 | 第16屆北京大學生電影節 | 最佳男演員 | 《葉問》 | 獲獎 |

### 澳門國際電影節
| 年份   | 頒獎典禮            | 獎項                 | 影片             | 結果 |
| ------ | ------------------- | -------------------- | ---------------- | ---- |
| 2011年 | 第3屆澳門國際電影節 | 金蓮花獎最佳男主角   | 《關雲長》       | 獲獎 |
| 2011年 | 第3屆澳門國際電影節 | 金蓮花獎華語電影貢獻 |                  | 提名 |
| 2014年 | 第6屆澳門國際電影節 | 金蓮花獎最佳男主角   | 《一個人的武林》 | 提名 |
| 2015年 | 第7屆澳門國際電影節 | 金蓮花獎最佳男主角   | 《葉問3》        | 提名 |

### 其他獎項
- 1981年，獲得美國武術冠軍，登上美國著名武術雜誌《功夫精深（Inside Kung-Fu）》1981年10月號封面人物，並被評選為《年度最佳武者（Martial Artist of the year）》以及最年輕的殿堂級武術家之一。
- 1994年，憑《洪熙官》獲華語電視劇《金龍獎》最佳男主角提名。
- 1998年，《殺殺人跳跳舞》獲日本北海道《夕張國際冒險電影節》最佳年輕導演獎提名。
- 2002年，憑《少年黃飛鴻之鐵猴子》獲美國第二屆世界電影特技獎（TAURUS WORLD STUNT AWARDS）最佳戰鬥獎提名。
- 2004年，MTV超級盛典最具風格動作明星獎。
- Remy X.O Excellence Awards
- 2006年，憑《龍虎門》獲得第十四屆亞洲電影博覽會最佳動作設計。
- 2006年，獲CINEASIA Award of Excellence in Action Choreography。
- 2007年，憑《龍虎門》獲得第十二屆香港電影金紫荊獎最佳動作指導。
- 2008年，憑《導火線》獲得第九屆中國長春電影節最佳男主角提名。
- 2008年，憑《導火線》獲得美國第七屆世界電影特技獎（TAURUS WORLD STUNT AWARDS）最佳外語片動作設計。
- 2009年，憑《葉問》獲得第二屆上海電影節鐵象獎最佳男主角。
- 2011年，憑《關雲長》獲得英國第4屆The International Filmmaker Film Festival最佳男主角獎。
- 2011年，憑《葉問》獲得第5屆華鼎獎華語電影最佳男主角。
- 2012年，憑《武俠》獲得第1屆漢米爾頓幕後英雄盛典（華語電影幕後英雄盛典）最佳動作指導。
- 2012年，獲紐約亞洲電影節亞洲之星獎。
- 2013年，獲中國第8屆BQ紅人榜中「年度紅人」獎。
- 2017年，獲ASEAN國際電影節The ASEAN Inspiration Award名譽獎。
- 2017年，獲第2屆澳門國際影展年度國際影星獎。

### 榮譽
- 2002年1月，被《Gear》雜誌選為2002年全球100位最炙手可熱人物。排名第66位。
- 2002年2月，被《功夫精深》雜誌選為2002年年度風雲人物。
- 2003年，被《kungfucinema.com》評選為2002年風雲人物。
- 2016年11月，在洛杉磯好萊塢星光大道TCL中國戲院前留下手印足跡。

### 補充
- 2003年，《英雄》獲《第75屆奧斯卡金像獎》最佳外語片提名。甄子丹於片中扮演長空，頒獎儀式播出的代表片段是長空的空中一字分踢。
- 2007年，出任中國功夫之星全球電視大賽形象代言人兼主評審。
- 2013年起，出任香港賽馬會「寶馬香港打吡大使」。
- 2019年，登上《GQ》雜誌封面人物。

## 相關書籍
- 個人專書

1. 2005年10月　『ドニー・イェン アクション・ブック』（翻訳：浦川とめ、監修：谷垣健治、キネマ旬報社）　※已停售
2. 2010年10月　『問・丹心』（香港星島出版/簡體中文版：2011年12月，江蘇文藝出版社）　※已停售
3. 2011年7月　『甄功夫』　※已停售
4. 2019年12月　『甄子丹．葉問電影回顧』（香港三聯書店） ※分平裝與精裝版

- 其他

1. 1998年4月　『燃えよ！！スタントマン』（谷垣健治、P93～237、小学館）

## 外部連結
- （英文）（繁體中文）（简体中文）甄子丹官方網站 （页面存档备份，存于）
- 甄子丹的Facebook專頁
- 甄子丹的新浪微博
- 甄子丹的Instagram帳戶
- 甄子丹的X（前Twitter）
- 甄子丹在互联网电影资料库（IMDb）上的資料（英文）
- 甄子丹在香港影庫上的簡介
- 甄子丹在时光网上的簡介（简体中文）
- 甄子丹在豆瓣上的资料（简体中文）
- 中文電影資料庫：甄子丹 （页面存档备份，存于）